# Helen Sung

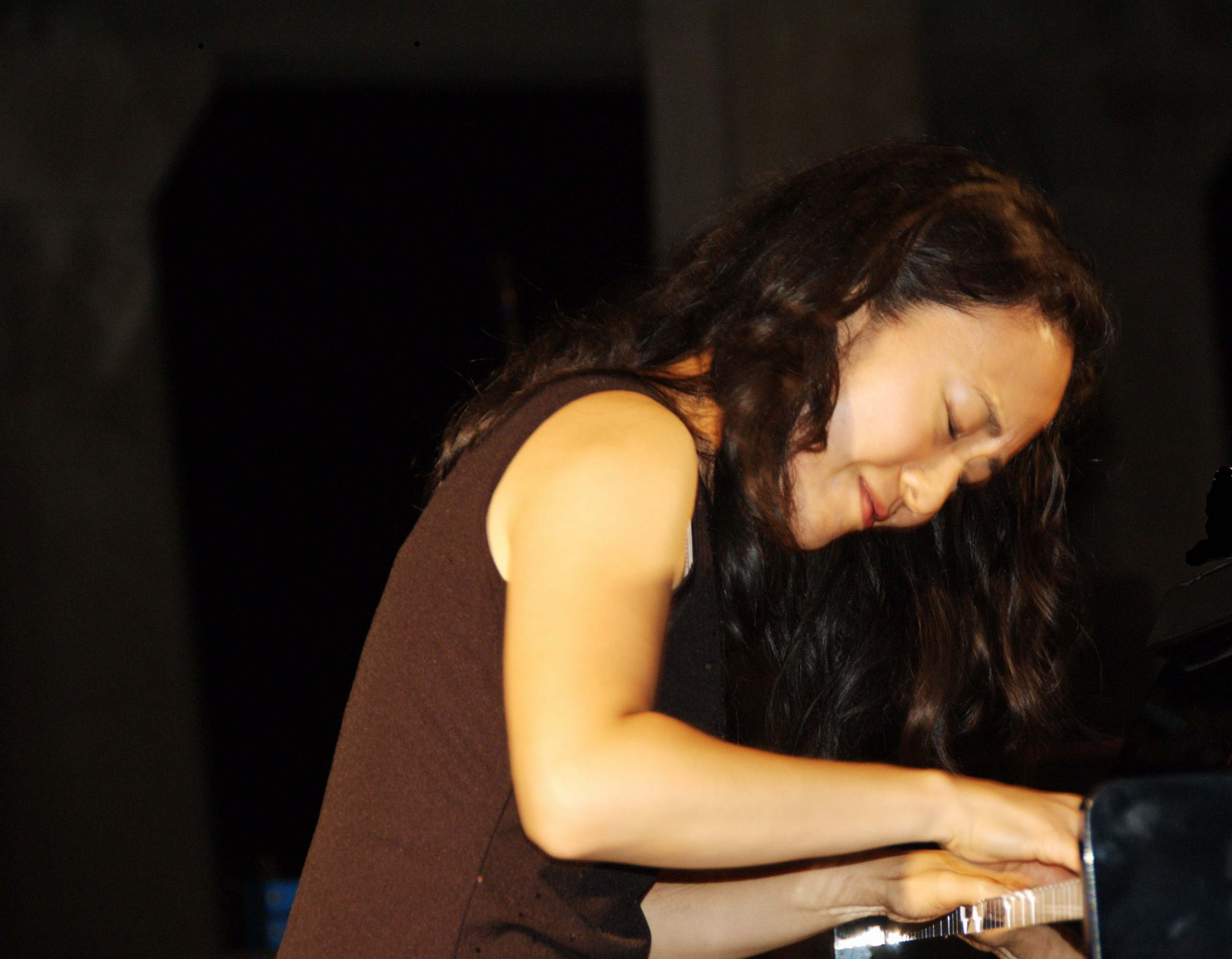
Helen Sung, 2007

Helen Sung (* Houston, Texas) ist eine US-amerikanische Jazz-Pianistin und Komponistin.

## Leben und Wirken
Helen Sung hat chinesische Vorfahren; sie begann ihre musikalische Ausbildung am Piano und der Violine und besuchte Houstons High School for the Performing and Visual Arts. Danach setzte sie ihr Studium des klassischen Piano an der University of Texas at Austin fort, wo sie den Master erwarb. In dieser Zeit kam sie erstmals mit dem Jazz in Berührung; 1995 wurde sie dann in das Thelonious Monk Institute of Jazz Performance am New England Conservatory of Music aufgenommen; dort studierte sie u. a. bei Ron Carter und Roland Hanna. Nach ihrer Graduierung 1997 arbeitete Sung kurz in der Jazzszene von Boston, bevor sie dann nach New York City zog. Dort spielte sie in der Band des Saxophonisten Gregory Tardy, arbeitete außerdem mit Lonnie Plaxico, Steve Wilson, Scott Tixier und Kenny Grohowski. Sie nahm seit Anfang der 2000er Jahre mit eigenen Formationen eine Reihe von Alben unter eigenem Namen auf, 2004 erschien auf Fresh Sound Records ihr Debütalbum Push. 2006 erhielt sie ein Stipendium für ein kammermusikalisches Werk; 2007 gewann sie im Kennedy Center den Mary Lou Williams Wettbewerb und trat in Marian McPartlands NPR Piano Jazz Show auf.
Helen Sung lebt in New York City. Sie arbeitete im Laufe ihrer Karriere außerdem mit Slide Hampton, Benny Golson, Buster Williams, Wayne Shorter, Regina Carter, spielte in der Mingus Big Band, Clark Terrys „Young Titans of Jazz“ Big Band, mit T.S. Monk und Steve Turre. Gegenwärtig (2019) leitet Sung das (re)Conception Project, dem Ingrid Jensen, John Ellis, David Wong und Terreon Gully angehören.

## Diskographische Hinweise
- online – Live at the Blue Note
- 2004 – PUSH
- 2006 – Helenistique
- 2007 – Sungbird (after Albeniz)
- 2010 – Going Express
- 2019 – Sung With Words (Stricker Street Records)
- 2022 – Quartet + (Sunnyside Records)